# Glendale (Kalifornie)
Glendale je město v okresu Los Angeles County ve státě Kalifornie ve Spojených státech amerických. K roku 2010 zde žilo 191 719 obyvatel. S celkovou rozlohou 79,212 km² byla hustota zalidnění 2 400 obyvatel na km².
V Glendale se nachází jedna z největších arménských komunit (34,1% obyvatel města se hlásí k arménské národnosti) v USA. Pochází odsud hudebník Captain Beefheart a herec Paul Walker.